# Rowland S. Howard
Rowland Stuart Howard (ur. 24 października 1959, zm. 30 grudnia 2009) – australijski muzyk rockowy, gitarzysta oraz kompozytor, najbardziej znany ze względu na jego styl gry na gitarze za pomocą sprzężenia w postpunkowej grupie o nazwie The Birthday Party (w tej samej grupie śpiewał Nick Cave) oraz z jego współpracy przy projektach autorstwa Lydii Lunch oraz Nikkiego Suddena. Zmarł na raka wątroby.

## Członek zespołów
- The Obsessions
- The Young Charlatans wraz z Ollie Olsenem
- The Boys Next Door w zespole także: Nick Cave, Mick Harvey, Tracy Pew, Phill Calvert
- The Birthday Party w zespole także: Nick Cave, Mick Harvey, Tracey Pew, Phill Calvert oraz Blixa Bargeld, Anita Lane, Genevieve McGuckin
- Honeymoon In Red zespół związany z projektem sygnowanym przez Lydię Lunch, w zespole także Nick Cave, Mick Harvey, J.G. Thirlwell, Thurston Moore, Murray Mitchell, Tracey Pew, Genevieve McGuckin
- Crime and the City Solution w zespole także: Simon Bonney, Bronwyn Adams, Mick Harvey, Alexander Hacke, Epic Soundtracks
- These Immortal Souls w zespole także: Genevieve McGuckin, Harry Howard, Epic Soundtracks oraz Anthony Thistlethwaite
- Nikki Sudden and the Jacobites
- Nikki Sudden oraz Jeremy Gluck i Jeffrey Lee Pierce, (z zespołu The Gun Club)
- Shotgun Wedding Tour oraz Lydia Lunch, Spencer P. Jones
- Teenage Snuff Film, (solowy projekt Rowlanda S. Howarda wraz z Mickiem Harveyem oraz Brianem Hooperem)

## Filmografia
- Niebo nad Berlinem, 1987
- In Too Deep, 1990
- Królowa potępionych, 2002

## Jako producent
- Hungry Ghosts Hungry Ghosts LP (Reliant, 1999)
- HTRK Marry Me Tonight LP